# Oscar Bressane (ort)
Oscar Bressane är en ort i Brasilien.   Den ligger i kommunen Oscar Bressane och delstaten São Paulo, i den södra delen av landet, 800 km söder om huvudstaden Brasília. Oscar Bressane ligger 480 meter över havet och antalet invånare är 2 539.
Terrängen runt Oscar Bressane är huvudsakligen platt, men åt sydost är den kuperad. Terrängen runt Oscar Bressane sluttar norrut. Runt Oscar Bressane är det glesbefolkat, med 12 invånare per kvadratkilometer.. Närmaste större samhälle är Echaporã, 14,9 km sydost om Oscar Bressane.
Omgivningarna runt Oscar Bressane är huvudsakligen savann.